# كنيسة مارمرقس بشارع كليوباترا

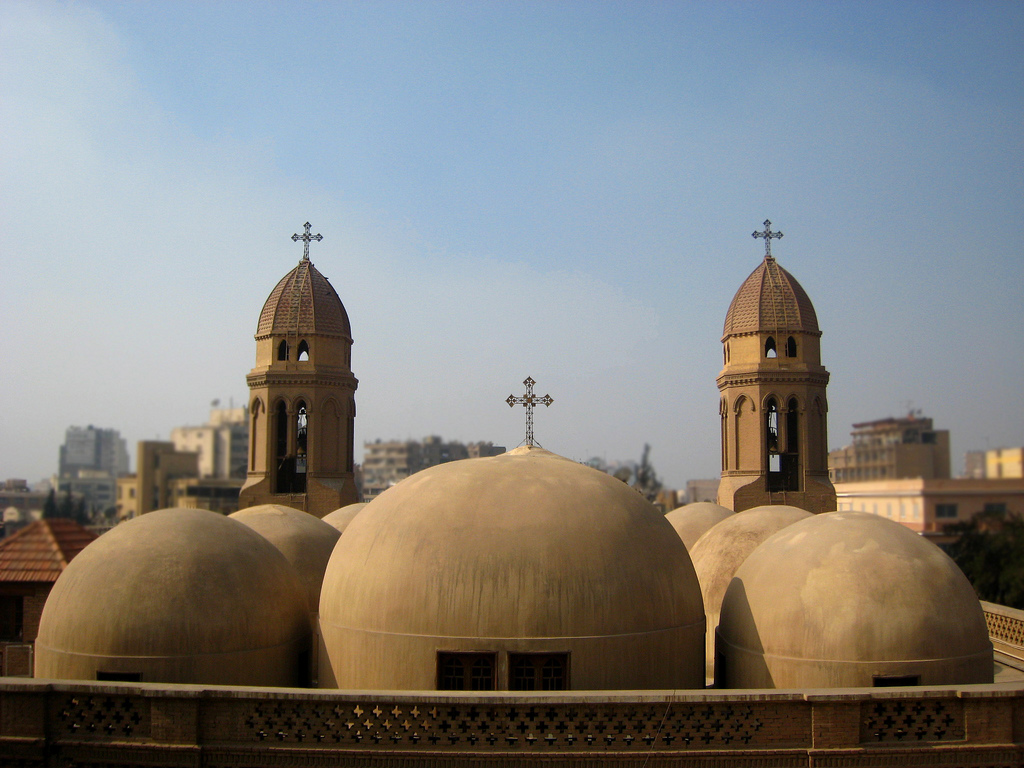
.كنيسة مارمرقس بشارع كليوباترا

كنيسة مارمرقس هي أول كنيسة قبطية أرثوذكسية بنيت في حي مصر الجديدة. وهي الأن واحدة من العديد من الكنائس القبطية الأرثوذكسية في مصر الجديدة، وتقع كنيسة مارمرقس على وجه التحديد في شارع كليوباترا، بالقرب من مستشفى كليوباترا.

## بناء الكنيسة
بدأت فكرة إنشاء الكنيسة عام 1914 وتكونت لجنة لذلك مركزها شارع عباس، وُضع حجر الأساس يوم الجمعة 16 يونيو 1922 بحضور الأنبا يوساب مطران الفيوم والجيزة بدأت الصلاة بانتظام في الكنيسة حتى عام 1930 حين أكتمل البناء وبدأت الصلاة في الكنيسة. وتتكون الكنيسة من ثلاثة مذابح:
- الأول وهو الرئيسي في المنتصف علي اسم الشهيد مارمرقس شفيع الكنيسة.
- الثاني في الناحية البحرية ويسمى باسم الشهيد مارجرجس.
- الثالث في الناحية القبلية على اسم السيدة العذراء مريم وقد كان هذا المذبح هو المعمودية في البدايات.

## تصميم الكنيسة
الكنيسة مبنية على طراز غربي كان منتشرًا في مصر في ذلك الوقت، وقد رسم أيقوناتها فنان يوناني إسمه جورج بانتسوس، كما إن الكراسي والمنبر والمنجلية من طراز خاص.

## المبانى الملحقة بالكنيسة
شريت الأرض المقام عليها القاعة سنة 1948 وكان ثمنها 1970 جنيه، وتم وضع التصميمات الهندسية عام 1950 وأنشئ الملعب على قسم منها، ووضع حجر الأساس لقاعة في الجزء الباقي في الذكرى السنوية الأولى لانتقال القمص إبراهيم لوقا يوم الجمعة 21 ديسمبر 1951 بحضور البابا يوساب الثاني، وافتتحها البابا كيرلس السادس في 5 يونيو 1964 ودشن بها مذبح مارمينا.
انضم للكنيسة بعد ذلك فيلا على شارع بيروت وأرض على شارع أشمون وأخيراً فيلا القمص إبراهيم لوقا على شارع أشمون.

## كهنة خدموا ويخدموا بالكنيسة

### آباء كهنة وفدوا من كنائس أخرى وخدموا في كنيسة مارمرقس
- أبونا برسوم وهبه
- أبونا إبراهيم لوقا
- أبونا جرجس بطرس
- أبونا مرقس أفرام
- أبونا أنطونيوس أمين
- أبونا زكريا بطرس
- أبونا عبد المسيح النخيلى

### آباء كهنة من كنائس أخرى ورسموا على كنيسة مارمرقس
- أبونا زكريا خليل النخيلى
- أبونا يوحنا باقى
- أبونا ميخائيل عزيز عبده

### آباء كهنة تم انتدابهم للخدمه في كنيسة مارمرقس
- أبونا يوحنا سلامه ـ محضر جلسة 9/12/1924م
- أبونا بولس روفائيل ـ عين شمس
- أبونا بطرس روفائيل ـ كنيسة مارجرجس الماظة
- أبونا أندراوس فهمى ـ خدم لعدة شهور بين 1967، 1968م ثم أستقر في الخدمة في الكنيسة البطرسية.
- أبونا بطرس تاوضروس ـ كنيسة السيدة العذراء بالشامية (أسيوط) ثم خدم بكنيسة مارجرجس بالعجوزة.
- أبونا ساويرس مرقس ـ كنيسة الملاك بالظاهر (أثناء مرض القمص أفرام).

### آباء الكهنة الحاليين بكنيسة مارمرقس (الترتيب بحسب تاريخ السيامه)
- القمص يوحنا باقى.
- القمص بولس جورج.
- القس بيشوى شارل.
- القس ابرآم بشرى.
- القس جرجس صبحى.
- القمص داود لمعى.
- القس فيلوباتير نبيه.
- القس ميخائيل لويس.
- القس يوسف وهبه.
- القس موسى نصرى.
- القس يسطس ناصف.
- القس أنطونيوس عبد الملاك.
- القس بولا وليم
- القس كيرلس ساويرس
- القس بطرس نبيل
- القس دانيال ناجى
- القس شنودة رؤوف
- القس لوقا ماهر
- القس صموئيل سند
- القس ماركوس صبحي
- القس مينا روماني

## باباوات زاروا الكنيسة
- البابا يوساب الثاني: في نياحة أبونا إبراهيم لوقا للصلاة عليه ومرة أخرى لوضع حجر الأساس للقاعة.
- البابا كيرلس السادس: عام 1960 للصلاة وعام 1964 لافتتاح القاعة.
- البابا شنودة الثالث: عام 1973، ثم عدة مرات عام 1981 للوعظ، ثم عام 2000 في الذكرى الخمسين لانتقال أبونا إبراهيم لوقا.
- الأنبا باخوميوس القائم مقام البطريركى ومطران البحيرة والخمس مدن الغربية وتوابعها: في يوم الثلاثاء الموافق 14 أغسطس 2012.
- البابا تواضروس الثاني: عام 2014 للصلاة وإفتتاح قاعة القمص إبراهيم لوقا.

## شفيع الكنيسة

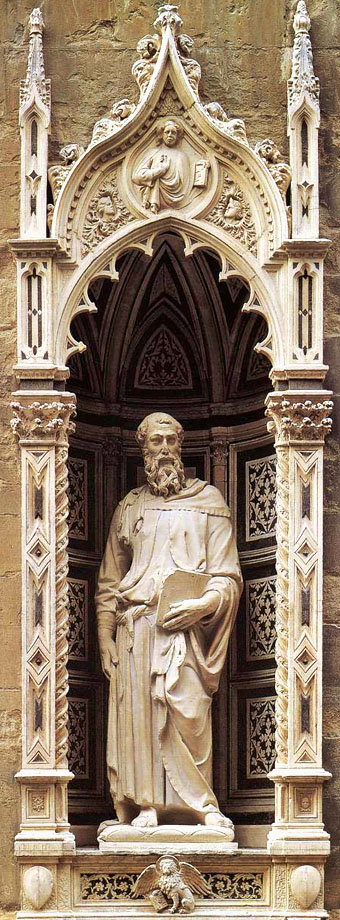
القديس مارمرقس

القديس مارمرقس وهو أحد السبعين رسولا الذين اختارهم السيد المسيح للكرازة والتبشير برسالة الإنجيل ويلقب بكاروز الديار المصرية لأنه هو الذي أسس كنيسة الإسكندرية
- كتاباته: أنجيل مرقس وهو الإنجيل الثاني من البشائر الأربعة: كتب القداس الإلهى والذي صار الآن معروفاً باسم القداس الكيرلسى نسبة للبابا كيرلس الأول رقم 24 من باباوات الكنيسة القبطية الأرثوذكسية.
- استشهاده: نال إكليل الشهادة في عيد القيامةعام 68 م.
- رفاته: يستقر رفاته أسفل مذبح الكاتدرائية المرقسية بالعباسية بالقاهرة.

## تأسيس الكنيسة
يذكر انه كان أول اجتماع للجمعيه التي دعا إليها القمص مرقص سرجيوس لإنشاء كنيسة بمصر الجديدة كان في 24 فبراير 1918.
عقد الكنيسة كان بتاريخ 1922 باسم الخواجة حنا نسيم والبابا كيرلس الخامس.
صدر قرار في الجريدة الرسمية بتأسيس الكنيسة عام 1922 بأمر الملك فؤاد الأول.
وضع حجر الأساس في 16 يونيو 1922، كما يُذكر أن بعض الأسماء المكتوبة في أول اجتماع للجمعية التي أسهم أفرادها في بناء الكنيسة فيما بعد: عبد الله بك أمين والدكتور يني أفندي كدوان وإبراهيم افندي واصف ويسي افندي عبد المسيح وفريد افندي كامل هذه عينة فقط من الأسماء لكن كان هناك أسماء اخري مذكورة.

## روابط خارجية
الموقع الرسمي للكنيسة